# Пасто
Пасто (мађ. Pásztó) град је у крајње северној Мађарској. Пасто је град у оквиру жупаније Ноград.
Град је имао 9.951 становника према подацима из 2008. године.

## Географија
Град Пасто се налази у северном делу Мађарске. Град је од престонице Будимпеште удаљен око 85 километара североисточно.
Пасто се налази у јужном, мађарском подручју Татри. Источно од града издиже се највиша планина у држави, Матра. Надморска висина места је око 170 m.

## Становништво
| 1949. | 1960. | 1970. | 1980. | 1990.  | 2001.  | 2017. |
| ----- | ----- | ----- | ----- | ------ | ------ | ----- |
| 8.499 | 8.359 | 9.977 | 9.780 | 10.460 | 10.319 | 9.712 |

## Галерија
- Поглед на Пасто са Матре
- Цистерцински манастир у Пасту
- Градски фестивал